# Mwanza
Pour les articles homonymes, voir Mwanza (homonymie).
Mwanza est une ville portuaire de Tanzanie et la capitale de la région de Mwanza. Elle est située sur les bords sud du lac Victoria, dans le nord du pays. Sa population s'élevait à 385 810 habitants selon le recensement de 2002, ce qui en fait la deuxième ville de Tanzanie après Dar es Salaam.

## Histoire
Lors de la Première Guerre mondiale, en 1916, la brigade nord de la Force publique du Congo belge commandée par le colonel Philippe Molitor occupe Mwanza.
Le 1er avril 1979, au cours de la guerre ougando-tanzanienne, un bombardier Tupolev Tu-22 de l'Armée de l'air libyenne largua 20 bombes mais manqua complètement sa cible.
Le 21 mai 1996, le navire MV Bukoba, assurant la liaison régulière entre Bukoba et Mwanza, fit naufrage à 30 km de la ville. Huit cents passagers périrent dans ce qui reste la pire catastrophe de l'histoire moderne du pays.

## Géographie

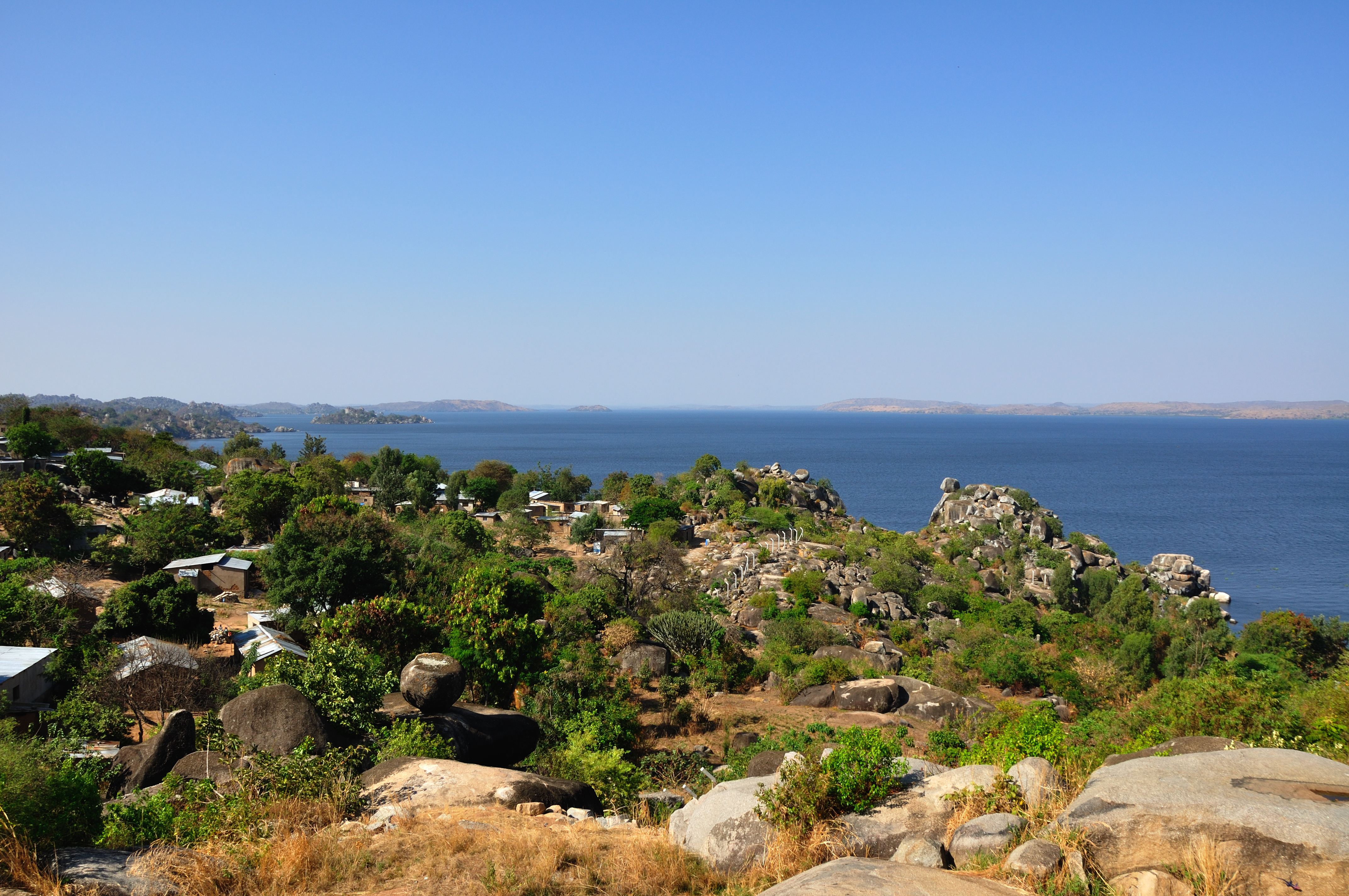
Vue sur le lac Victoria.

La ville est située sur les bords sud du lac Victoria, dans le Nord-Ouest de la Tanzanie.

### Climat
| Mois                              | jan. | fév. | mars | avril | mai  | juin | jui. | août | sep. | oct. | nov. | déc. |
| --------------------------------- | ---- | ---- | ---- | ----- | ---- | ---- | ---- | ---- | ---- | ---- | ---- | ---- |
| Température minimale moyenne (°C) | 18   | 18   | 18,2 | 18    | 17,6 | 16   | 15,2 | 16,2 | 17,5 | 18,1 | 18,2 | 17,8 |
| Température moyenne (°C)          | 22,6 | 22,7 | 23   | 22,7  | 22,6 | 22,1 | 21,5 | 22,2 | 23,1 | 23,3 | 22,9 | 22,3 |
| Température maximale moyenne (°C) | 27,3 | 27,5 | 27,8 | 27,5  | 27,7 | 28,2 | 27,9 | 28,2 | 28,8 | 28,6 | 27,7 | 26,8 |
| Précipitations (mm)               | 97   | 104  | 155  | 145   | 91   | 20   | 13   | 20   | 46   | 46   | 114  | 147  |

| Diagramme climatique                                  |           |             |           |            |          |            |            |            |            |             |             |
| J                                                     | F         | M           | A         | M          | J        | J          | A          | S          | O          | N           | D           |
| 27,31897                                              | 27,518104 | 27,818,2155 | 27,518145 | 27,717,691 | 28,21620 | 27,915,213 | 28,216,220 | 28,817,546 | 28,618,146 | 27,718,2114 | 26,817,8147 |
| Moyennes : • Temp. maxi et mini °C • Précipitation mm |           |             |           |            |          |            |            |            |            |             |             |

## Population
Elle est peuplée majoritairement par l'ethnie Sukuma.

## Enseignement supérieur
La St. Augustine University of Tanzania a été fondée en 2002.

## Lieux de culte
Parmi les lieux de culte, il y a principalement des églises et des temples chrétiens : Archidiocèse de Mwanza (Église catholique), Anglican Church of Tanzania (Communion anglicane), Evangelical Lutheran Church in Tanzania (Fédération luthérienne mondiale), Convention baptiste de Tanzanie (Alliance baptiste mondiale), Assemblées de Dieu .  Il y a aussi des mosquées musulmanes. 

## Économie

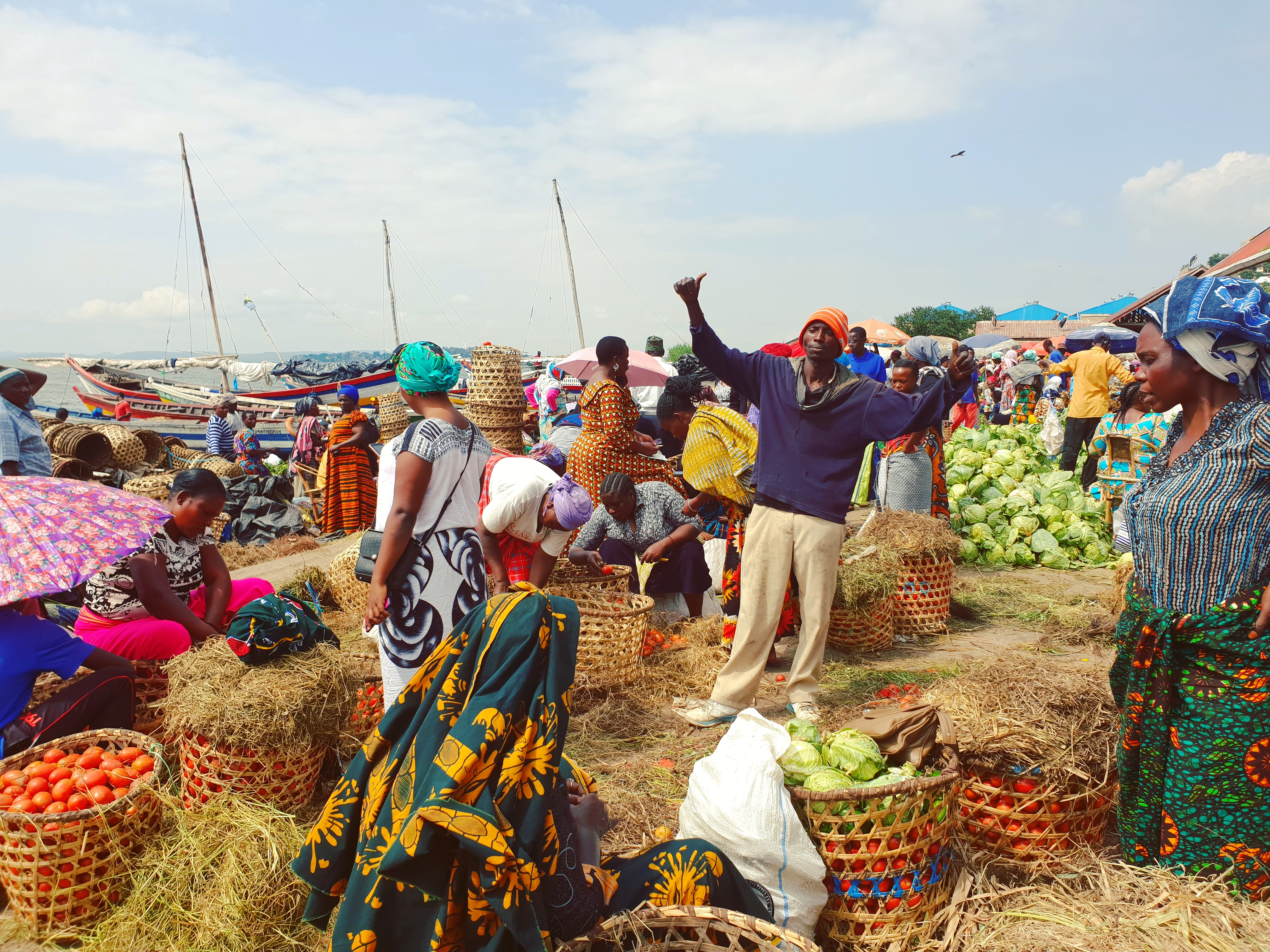
Marché aux poissons.

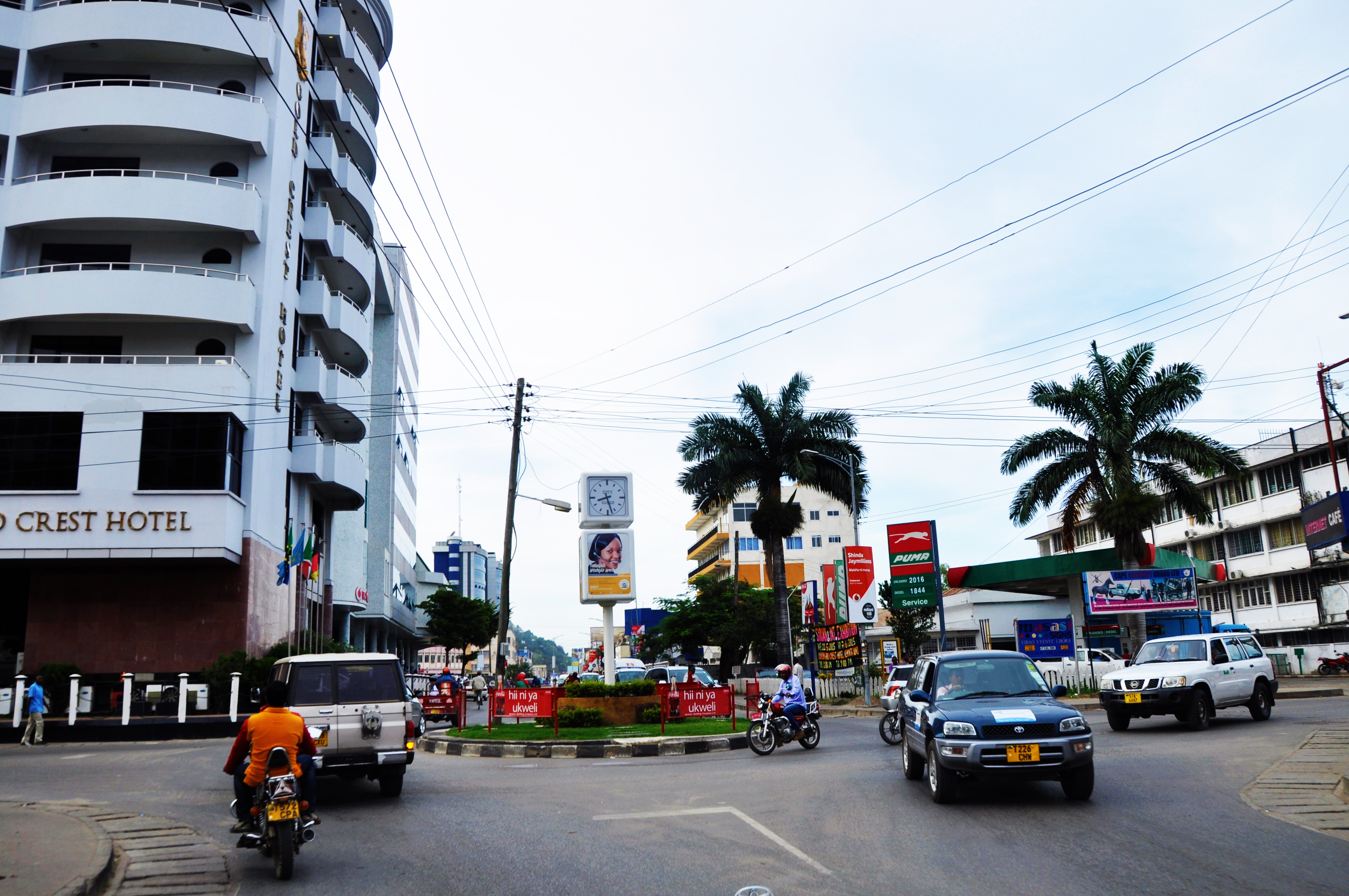
Centre-ville.

La ville sert de plateforme au commerce transfrontalier avec le Kenya et l'Ouganda. Elle abrite un certain nombre d'industries (textile, conserveries de viande et de poisson, etc.). Son industrie de la pêche est d'ailleurs au centre d'un film controversé, Le Cauchemar de Darwin.

## Transports

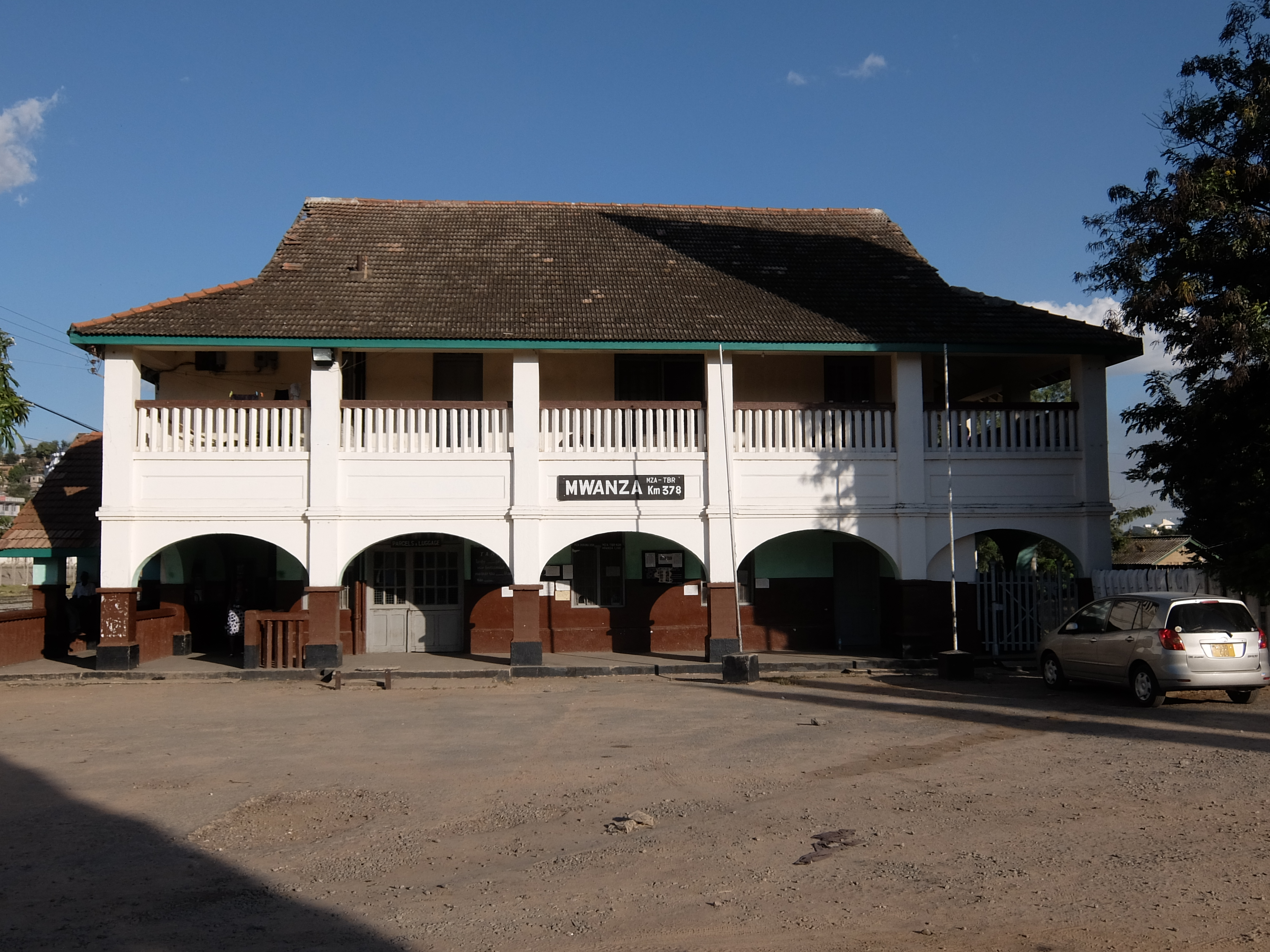
Gare de Mwanza.

La ville est reliée par voie ferroviaire à Dar es Salaam via Dodoma. La route filant vers le sud est désormais presque totalement goudronnée jusqu'à Shinyanga, et la route de l'est (via Musoma) est goudronnée jusqu'à la frontière du Kenya.
Elle est reliée par voie régulière aux autres grandes villes situées sur les bords du lac Victoria.

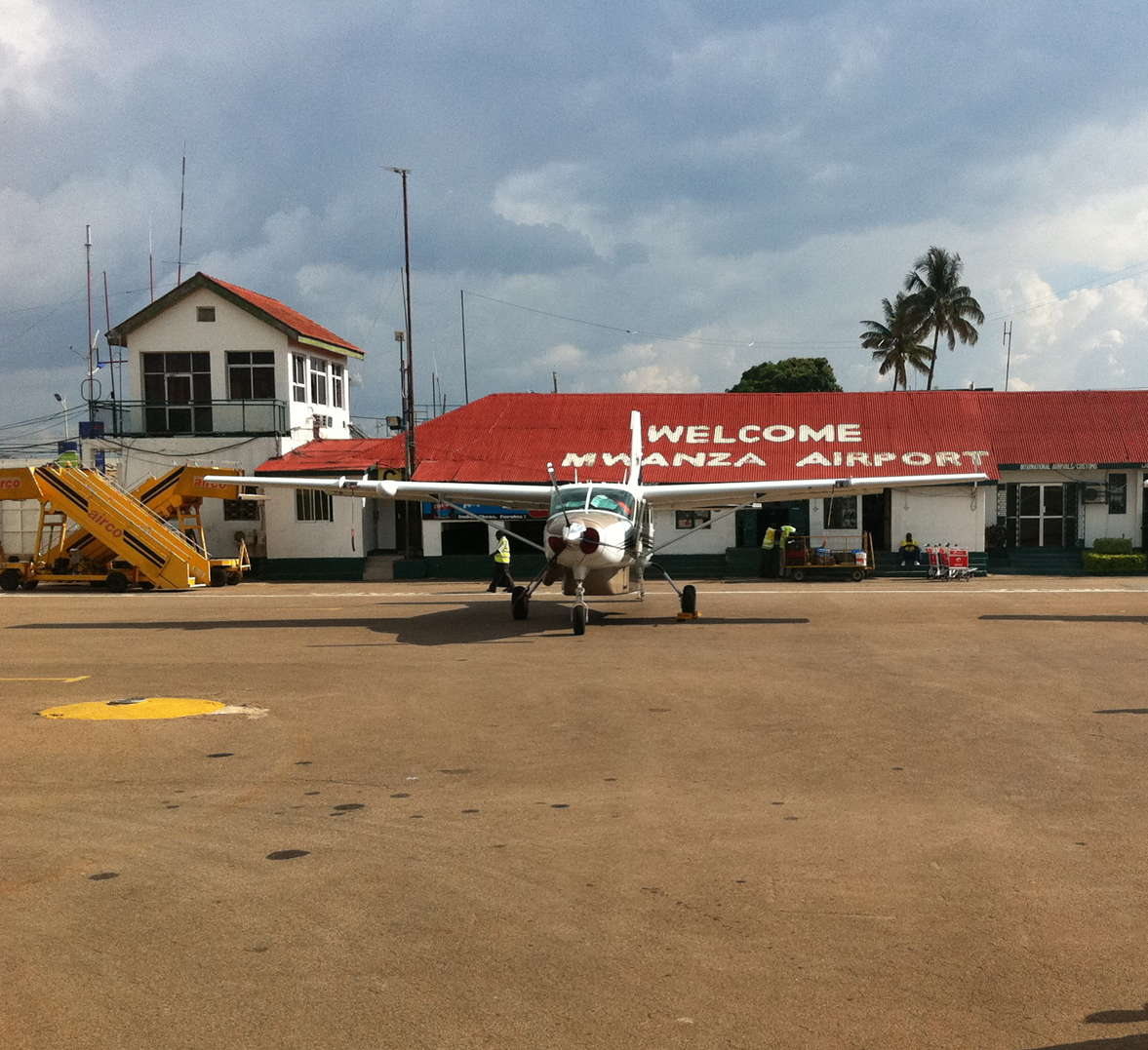
Aéroport international de Mwanza.

La ville est reliée par le transport aérien avec l’Aéroport international de Mwanza.

## Jumelages
- Wurtzbourg (Allemagne) depuis 1966.
- Tampere (Finlande)

## Découvertes
- La bactérie pathogène Enterobacter bugandensis a été découverte à la suite d'une épidémie de septicémies néonatales dans cette ville[3],[4].